# Penelope
A Penelope a madarak osztályának tyúkalakúak (Galliformes) rendjébe a hokkófélék (Cracidae) családjába tartozó nem.

## Rendszerezésük
A nemet Blasius Merrem német ornitológus írta le 1786-ban, az alábbi 15 faj tartozik:
- Penelope argyrotis
- Penelope barbata
- Penelope ortoni
- Penelope montagnii
- Penelope marail
- Penelope superciliaris
- Penelope dabbenei
- Penelope jacquacu
- borzas sakutyúk (Penelope purpurascens)
- Kauka-guán (Penelope perspicax)
- fehérszárnyú sakutyúk (Penelope albipennis)
- Penelope obscura
- fehérkontyos sakutyúk (Penelope pileata)
- vöröshasú sakutyúk (Penelope ochrogaster)
- Penelope jacucaca

## Előfordulásuk
Mexikó, Közép-Amerika és Dél-Amerika területén honosak. Természetes élőhelyeik a szubtrópusi és trópusi erdők, szavannák és cserjések. Állandó, nem vonuló fajok.

## Megjelenésük
Testhosszuk 51-91 centiméter  közötti.

## Életmódjuk
Főleg gyümölcsökkel táplálkoznak.